# Saumarez Park
Der Saumarez Park ist der größte öffentliche Park auf der Insel Guernsey, der zweitgrößten der Kanalinseln.

## Der Park
Der etwa 65 Hektar umfassende Park befindet sich auf dem Gebiet der Gemeinde Castel, etwa 4 Kilometer nordwestlich des Zentrums von Saint Peter Port. Er ist bei Jung und Alt gleichermaßen beliebt und enthält, neben dem vom National Trust of Guernsey betriebenen Volks- und Trachtenmuseum (Folk & Costume Museum), weiträumige Grasflächen zum Ballspielen und Picknicken, einen Ententeich, einen großen Kinderspielplatz und ein Café. Ein Naturwanderweg verbindet den Park mit der Cobo Bay an der Nordküste der Insel.

## Geschichte
Der Park ist eine Schöpfung des Barons James Saumarez (1843–1937), Enkel des Admirals James Saumarez, 1. Baron de Saumarez (1757–1836), der das Gut im Jahre 1869 von seinem Vater kaufte. Der Großvater war durch seine Heirat im Jahre 1788 mit Martha Le Marchant in den Besitz des Gutes und des dortigen Herrenhauses gelangt, aber seine beiden älteren, ihm als 2. und 3. Baron de Saumarez folgenden Söhne James St Vincent (1789–1863) und John St Vincent (1806–1891) lebten in England und kümmerten sich nur wenig um das Anwesen. Als der letztere das Anwesen verkaufen wollte, gelang es seinem Sohn, der im diplomatischen Dienst der britischen Krone im Ausland stationiert war, das Gut als Erbe, mit Hilfe seines Onkels und unter Berufung auf das „droit de retraite“ (right of redemption = Auslösungsrecht) im Immobilienrecht Guernseys, durch Kauf zu erwerben. Am 30. Dezember 1869, 22 Jahre bevor er seinem Vater als 4. Baron de Saumarez in der Peerage folgte, wurde er Besitzer von Saumarez Park. 
Von diesem Zeitpunkt bis nahezu an sein Lebensende erweiterte und verbesserte Saumarez den Park, der schließlich eine Ausdehnung von 400 Vergées bzw. etwa 65 Hektar erreichte. Er legte verschiedene Gärten an (Bambus-Pfad, japanischer Garten, Rosengarten, Camelien-Park, ummauerter Garten) und ließ einen (nicht mehr genutzten) japanischen Tempel und ein japanisches Wohnhaus in Japan zerlegen und in seinem Park wieder aufbauen. Auch das Herrenhaus ließ er erweitern. Die beiden japanischen Gebäude litten schon während der deutschen Besetzung der Insel 1940–1945 und fielen nach Kriegsende örtlichem Vandalismus gänzlich zum Opfer.

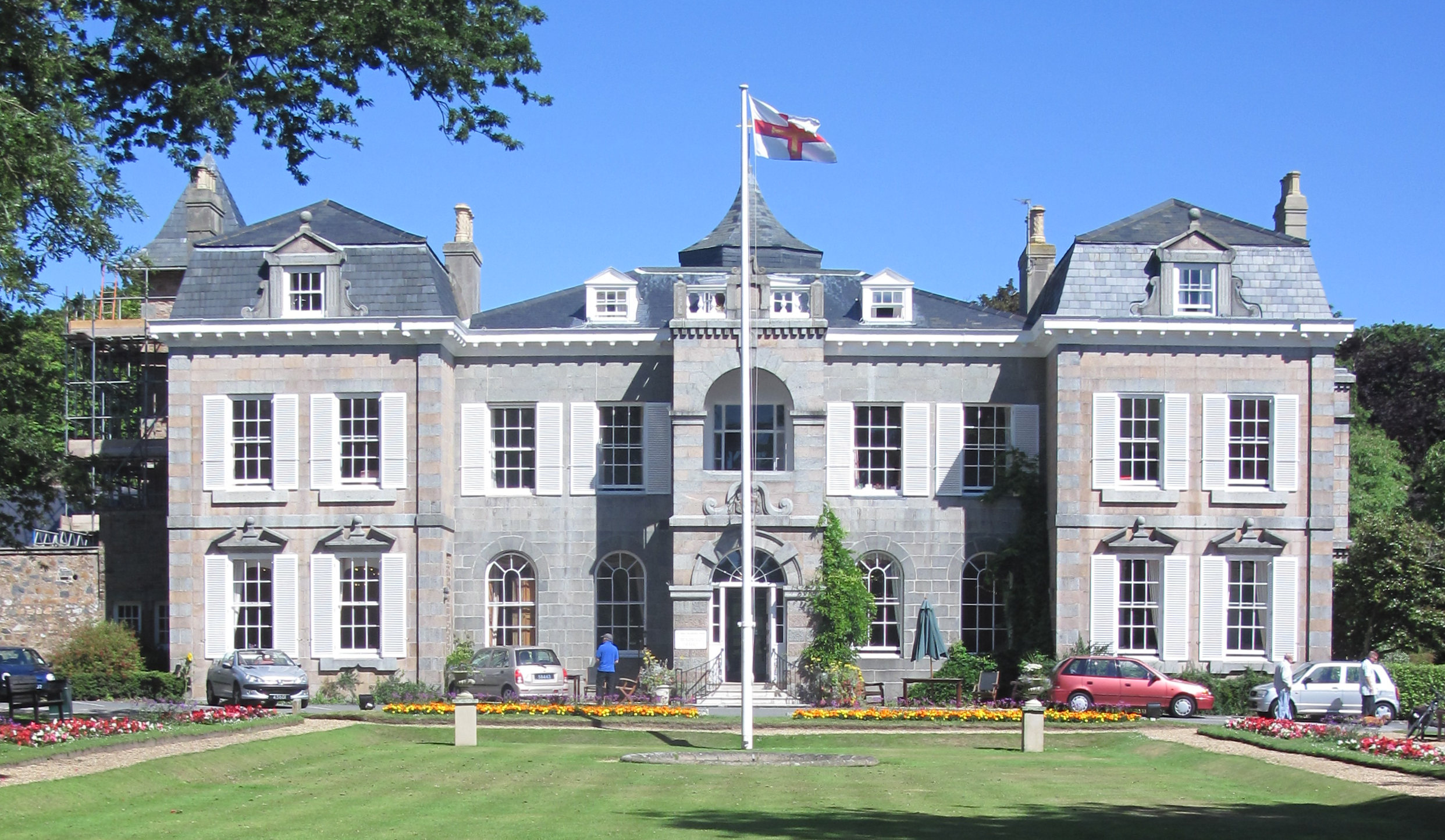
Saumarez Park Manor

Nach dem Tod von James St Vincent Saumarez, 4. Baron de Saumarez, erwarben die States of Guernsey das Anwesen. Der Park ist ganzjährig von Sonnenaufgang bis Sonnenuntergang geöffnet. Der Eintritt ist kostenlos, ausgenommen bei besonderen Veranstaltungen, bei denen Park- und Eintrittsgebühren erhoben werden.

## Saumarez Park Manor
Das imposante Herrenhaus Saumarez Park Manor wird heute als Senioren- und Pflegeheim genutzt.

## Folk & Costume Museum

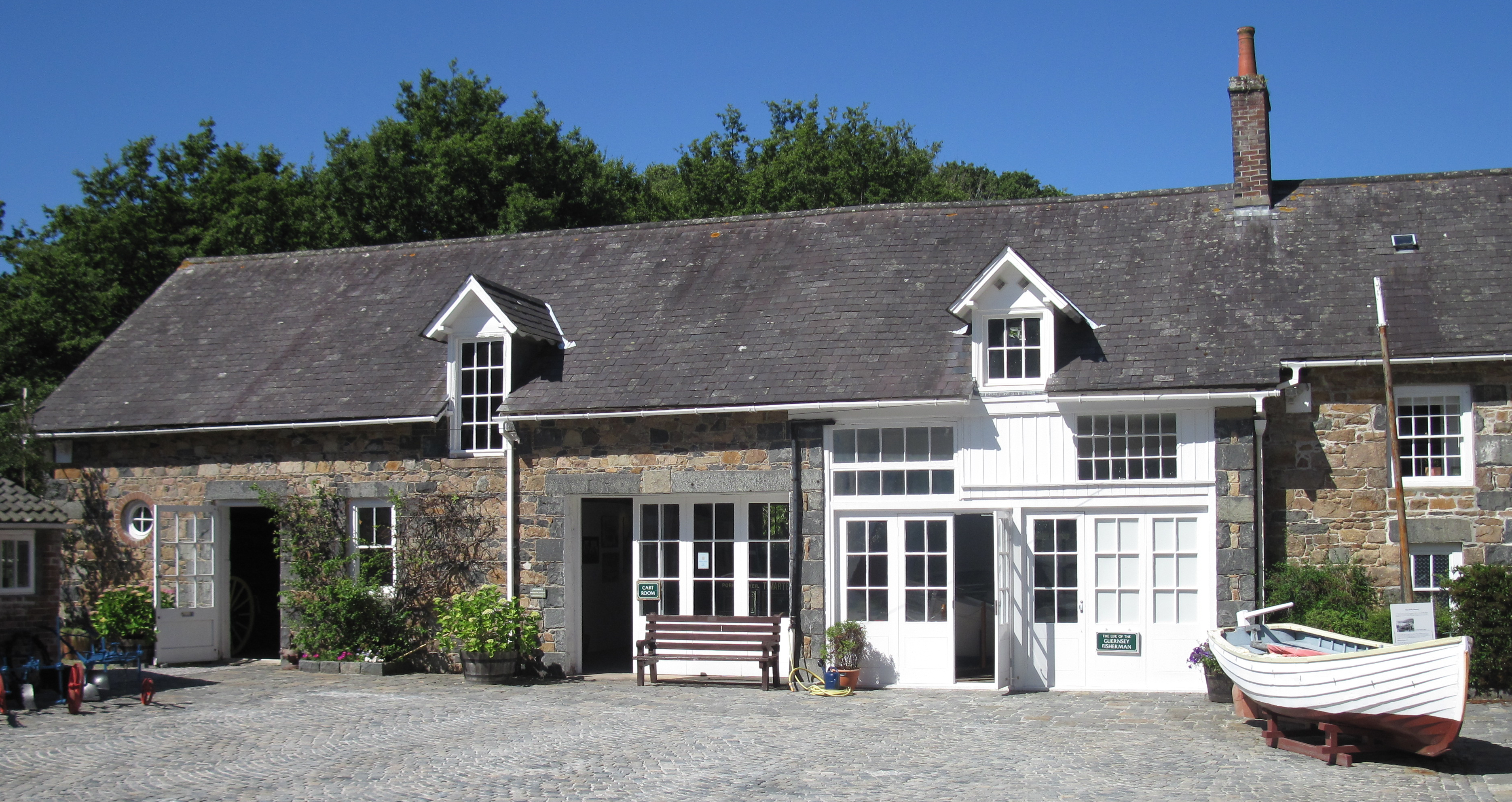
Teil des Folk & Costume Museums

Im Park befindet sich das vom National Trust of Guernsey betriebene Volks- und Trachtenmuseum. In mehreren sorgfältig restaurierten früheren Bauernhäusern werden Exponate zum traditionellen Erwerbs- und Familienleben auf der Insel ausgestellt. Wechselnde Sonderausstellungen mit ausgewählten Stücken aus der mehr als 8000 Teile umfassenden, landesweit bekannten Bekleidungskollektion finden ebenfalls das ganze Jahr hindurch statt.